# Джентрифікація

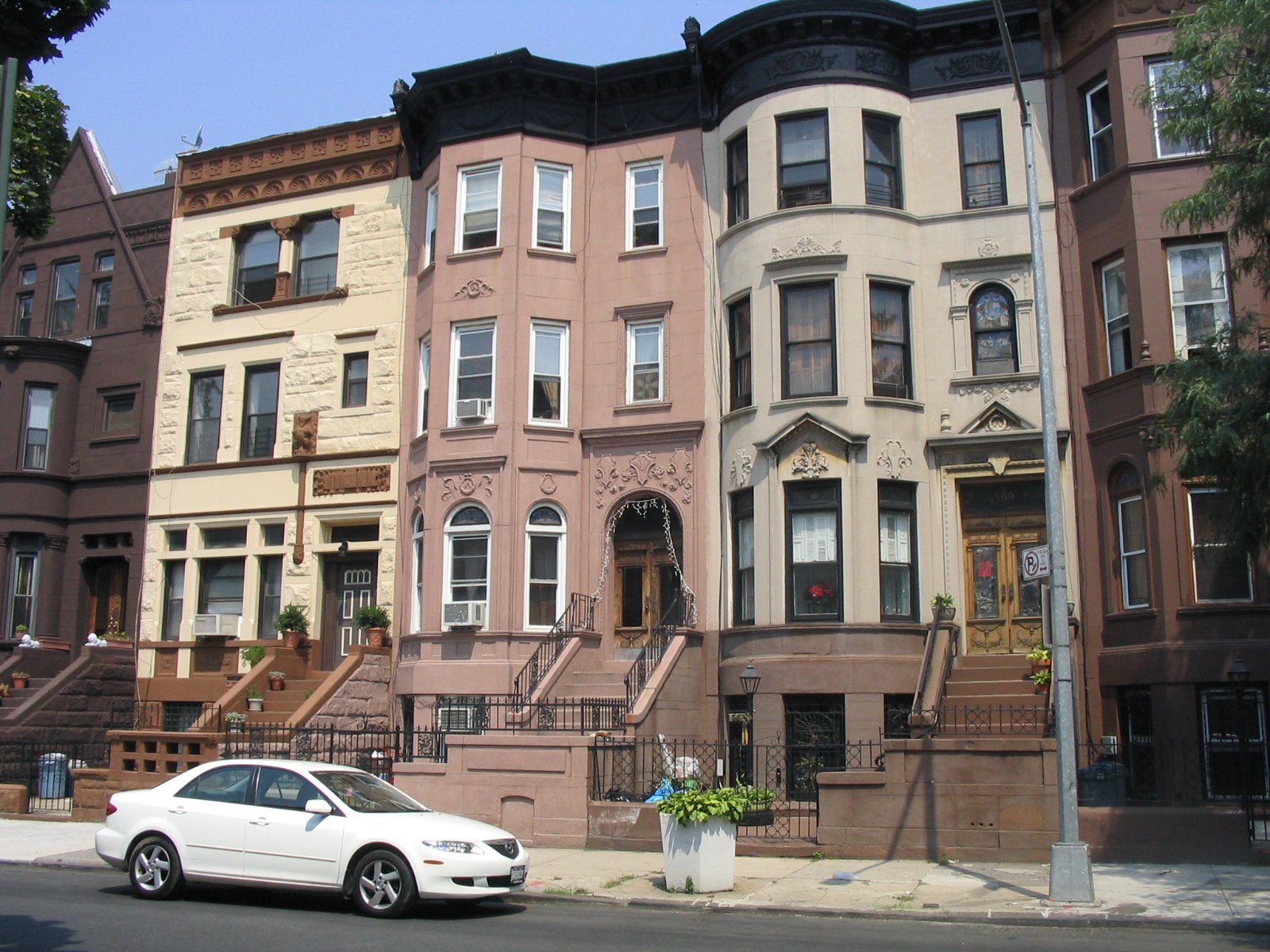
Традиційно найбільша афроамериканська спільнота Бедфорд-Стайвезент у місті Нью-Йорк зараз піддається джентрифікації художниками та представниками міської богеми

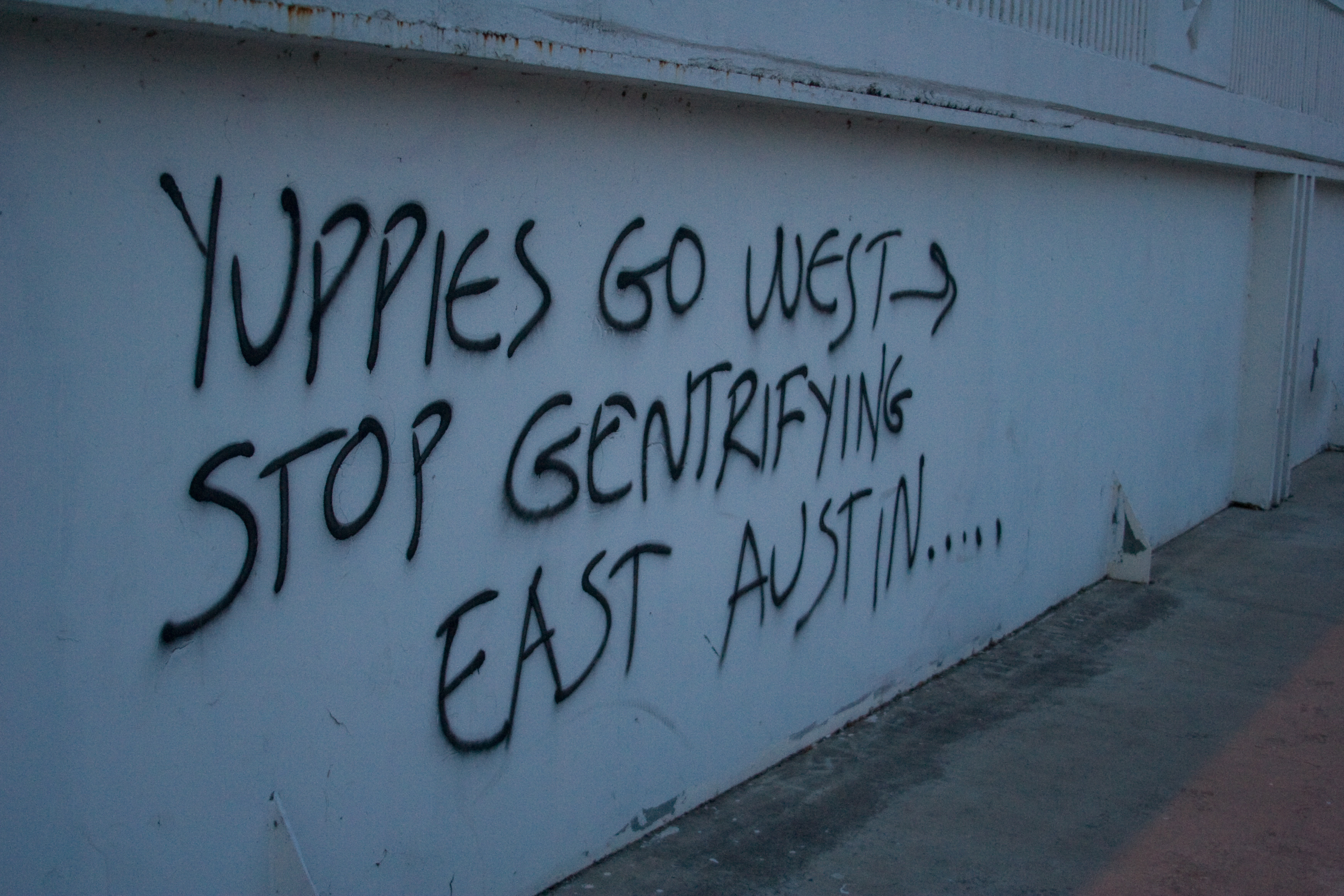
Графіті проти джентрифікації в Остіні, штат Техас

Джентрифікація (англ. gentrification) — реконструкція й оновлення будівель у раніше непривабливих частинах міста та асоційований з ними переїзд до району багатших мешканців. При цьому в районі зазвичай відбуваються істотні зміни в демографії, зокрема піднімається середній дохід, зменшується розмір родини, змінюються характер та культура. 
Термін джентрифікації, з'явившись у Британії в середині 1960-х років, став згодом вельми популярним у США й означає явище, протилежне субурбанізації. Джентрифікація може відбуватися згідно з програмою запланованого міського відновлення або в результаті зміни популярності району через зміни в структурі міста. При цьому в район направляються інвестиції, що йдуть на розвиток інфраструктури і кредити для придбання нерухомості. Подібні дії з боку уряду зазвичай спрямовані на зменшення злочинності в таких районах та збільшення збору податків на нерухомість. Проте джентрифікація може бути як корисною, так і шкідливою для існуючих мешканців району, в результаті вона часто пов'язана з акціями підтримки або протесту.
Можна виділити два етапи джентрифікації:
1. На першому етапі в запущені квартали приходять економічно маргінальні групи «тренд-сеттерів» (тих, хто задає напрямок розвитку). Вони не мають високих доходів, але їхній освітній і професійний статус досить високий. Це художники, журналісти, культурні адміністратори, молоді професіонали. Вони переобладнують район під свої стандарти повсякденного життя та дозвілля і роблять привабливим для переселення.
2. Другий етап пов'язаний з розвитком фінансового сектора і сфери послуг. На місце культурної богеми приходять торговці нерухомістю, корпоративні юристи, інвестиційні банкіри, брокери, заможні лікарі, викладачі і т.д. Соціологи називають нових переселенців новим середнім класом, або новими міськими професіоналами. Джерелом їхнього економічного успіху є креативність, нестандартність, високий професіоналізм, вільний спосіб життя, високий рівень толерантності.